# プリティ長嶋
プリティ 長嶋（プリティ ながしま、本名：片岡 馨<かたおか かおる>、1954年10月2日 - ）は、日本のものまねタレント、政治家。プリティ長嶋事務所所属。血液型O型。千葉県長生郡白子町出身。拓殖大学大学院修了。
千葉県議会議員（4期）。元市川市議会議員（1期）。

## 年譜
- 1954年10月2日 - 千葉県長生郡白子町に生まれる[2]。
- 1972年3月 - 千葉県立茂原工業高等学校卒業[2]。
  - 4月 - 千葉県庁入庁[2]。
- 2007年4月 - 千葉県市川市議会議員選挙当選（1期）。
- 2009年4月 - 拓殖大学大学院地方政治行政研究科修士課程入学。
- 2011年1月 - 千葉県議選立候補を表明。
  - 3月 - 拓殖大学大学院地方政治行政研究科地方政治行政専攻修士課程修了。
  - 4月10日 -千葉県議会議員選挙で市川市選挙区から当選（1期）。
- 2015年4月 - 千葉県議会議員選挙で市川市選挙区から再選（2期）。
- 2019年4月 - 千葉県議会議員選挙で市川市選挙区から再選（3期）。
- 2023年4月 - 千葉県議会議員選挙で市川市選挙区から再選（4期）。

## 来歴
- かつては千葉県水道局（現千葉県企業局）に勤務していた[2]が、在職中に長嶋茂雄の物真似で注目される。
- 1981年にフジテレビ『笑ってる場合ですよ!』内「お笑い君こそスターだ!」に出演し、その後芸能界デビューを果たした。その後千葉県水道局は1982年10月に退職[2]。
- 1981年以降、『オレたちひょうきん族』に準レギュラーとして出演。
- 1982年、『笑ってる場合ですよ!』の後番組『笑っていいとも!』に出演。川上哲治の物真似芸を得意とする渡辺信一（DON）とコンビを組み『きたかチョーさん待ってたドン!』というレギュラーコーナーで人気を博した[3]。
- 『笑ってる場合ですよ!』にレギュラー出演していたことから、『笑っていいとも!』の立ち上げにも協力した。スタッフに対し、『いいとも!』の司会者に明石家さんまを推した。その理由はさんまが野球に詳しかったためだが、当時はさんま自身が多忙なために却下された。最終的にタモリが起用される運びとなったが、タモリの起用には反対したという[4]。
- その後、芸人に転身。しばらくして自宅を千葉県市川市に新築。この時は「長嶋茂雄さんのお陰で家が建てられました」と語っていた。
- 長嶋からのお墨付きもあり、長嶋からは「プリ長」の愛称で呼ばれている。
- 漫画家の本宮ひろ志のアシスタントを1985年頃から5年ほど務めたことがあり『男樹』の新シリーズを執筆するにあたり「詳しい人物関係を忘れた」と聞くとプリティ自ら同作を第1巻から読み、人物相関図を作成した[5]。これを機に次回作の『赤龍王』でも引き続きアシスタントとして同作の飛んでいる弓矢や群衆の作画、原稿のベタ塗り、史実を調べてエピソードとして膨らませて本宮に提出といったことをしていた[5]。
- 1993年にオリジナルビデオ『帰ってきたナガシマ!!』に出演するなど、俳優としても活躍。
- 1997年から毎年、自宅のある千葉県市川市から自転車で巨人のキャンプ地である宮崎に通っている。
- 2002年5月、つかこうへい作品『徳光和夫の青春-長嶋茂雄殺人事件-』にて舞台出演。
- プロレス団体「NOW」のリングアナウンサーを担当していた事もあった。

## 人物
拓殖大学大学院で地方行政について学んだ。 
2007年の第16回統一地方選挙で市川市議会議員選挙への出馬を表明。政策は自動体外式除細動器（AED）の普及。これは、2004年8月に、自らが役員を務め、息子が所属する少年野球チームの対戦チームの選手が試合中、胸に打球を受け心臓発作（心臓震盪）を起こし、治療の甲斐なく死亡したため「AEDがあれば救える命がある」との思いからであるという。立候補に際しては本名ではなく「プリティ長嶋」の名で立候補している。
市川市議選の新記録となる10782票を獲得し、他の候補者に大差でトップ当選した。議会では自民党系市議らで構成される右派系会派「市民の声」に所属。
市議1期後、2011年の第17回統一地方選挙で市川市議選に先立って行われた千葉県議選に立候補し、当選（1万3443票、定数6、候補者12人中3位）。県議会では一人会派の「県民の声」を作っていたが、2012年11月に佐藤浩と2人で「千葉維新の会・県民の声」を結成し、2013年9月には会派名を「千葉県民の声」として自らが代表となっていた。2015年の千葉県議選では順位を落としたものの得票数は伸ばし（1万7500票、定数6、候補者7人中6位）、2回目の当選を果たした。
2007年に、長嶋茂雄監督在任中の読売ジャイアンツが、潤沢な資金力によって、大型補強を繰り返していたことについて聞かれた際には、テレビインタビューに対して「金持ちが金を使って戦力補強して何が悪いんですか」とコメントした。この発言について、自身のブログに寄せられた「選挙で清貧をアピールしていたことと矛盾しているのでは」という指摘に対し、「巨人の補強について語ったことで、選挙とは関係無い」と弁明している。

## 出演

### テレビ
- 森田一義アワー 笑っていいとも!（フジテレビ、1982年10月 - 1984年3月※木曜日担当）
- マネードロー（NETCINEMA.TV、2005年）
- 侵略!ガルパンダZ（TOKYO MX、2016年）長嶋茂雄役
- お昼の快傑TV（千葉テレビ、2018年 - ）

### ラジオ
- ジャンボ秀克軍団のa・ヨイショ!（HBCラジオ、1990年10月 - 1992年3月）

### CM
- シノブフーズ スナックパック（1983年）※上岡龍太郎と共演

### 映画
- 電車を止めるな!（2020年8月）※片岡馨 名義

### オリジナルビデオ
- 帰ってきたナガシマ!!（1993年）

## 主な歌唱作品
- 『きたかチョーさんまってたドン』（1983年3月1日）（渡辺信一＝DONとのデュエット、「川上さんと長島さん」名義。高平哲郎作詞・細野晴臣作曲・編曲）